# کارل شارلیه

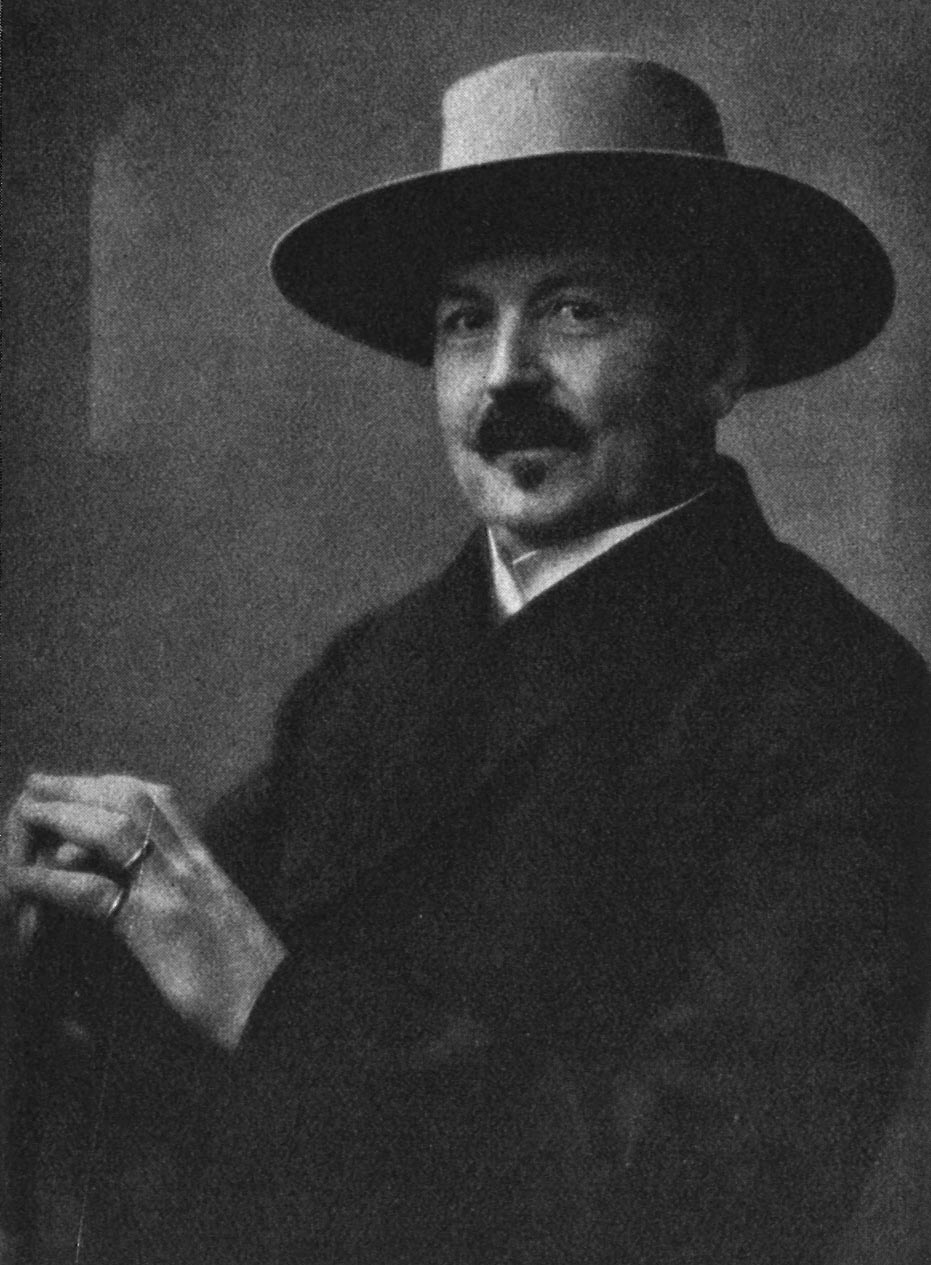
نگاره‌ای از کارل شارلیه، اخترشناس سوئدی - ۱۹۲۳

کارل ویلهلم لودویگ شارلیه (۱ آوریل ۱۸۶۲، ۴ نوامبر ۱۹۳۴) اخترشناس سوئدی بود. او فرزند امریش امانوئل شارلیه و آرورا کریستینا شارلیه بود.

## سوابق
شارلیه در شهر اوسترشوند به دنیا آمد. او مدرک دکترا را در سال ۱۸۸۷ از دانشگاه اوپسالا دریافت کرد. بعدها در همان دانشگاه و در رصدخانه استکهلم کار کرد و از سال ۱۸۹۷ استاد اخترشناسی و مدیر رصدخانه دانشگاه لوند بود.
او مطالعات آماری گسترده‌ای در مورد ستارگان کهکشان و موقعیت و حرکت آنها انجام داد و سعی کرد مدلی از کهکشان بر مبنای آن ارائه دهد. او واحد سیریومتر را به عنوان واحدی برای مسافت‌های نجومی ارائه داد.
شارلیه همچنین به آمار محض علاقه داشت و نقش مهمی در گسترش آمار در جامعه آکادمیک سوئد بازی کرد. بسیاری از شاگردان او متخصصین آماری شدند که در دانشگاهها و دولت و شرکتها کار می‌کردند.
1. ↑  "Astronomy in Sweden 1860-1940". www.astro.uu.se. Retrieved 2021-02-28.